# Демакуша (Сучава)
Демакуша (рум. Demacușa) насеље је у Румунији у округу Сучава у општини Молдовица. Oпштина се налази на надморској висини од 681 m.

## Становништво
Према подацима из 2002. године у насељу је живело 1018 становника.

### Попис2002.
| Расподела становништва по националности 2002.‍ | Расподела становништва по националности 2002.‍ | Расподела становништва по националности 2002.‍ | Расподела становништва по националности 2002.‍ | Расподела становништва по националности 2002.‍ |
| --------------------------------------------- | --------------------------------------------- | --------------------------------------------- | --------------------------------------------- | --------------------------------------------- |
|                                               |                                               |                                               |                                               |                                               |
| Румуни                                        | Румуни                                        |                                               | 1.004                                         | 98,6%                                         |
| Украјинци                                     | Украјинци                                     |                                               | 14                                            | 1,4%                                          |